# Mystery of Sound
《Mystery of Sound》是日本女性歌手圓谷憂子的第2張單曲。1996年12月4日由EMI MUSIC JAPAN（舊名東芝EMI）發行。

## 概要
《Mystery of Sound》是音樂家小室哲哉擔任企畫製作的首張單曲。曾在1996年上映的電影動畫《金田一少年之事件簿：歌劇院新殺人事件》當作片尾主題曲使用。也是被《金田一少年之事件簿》動畫系列採用的首張單曲。單曲發行之後曾經創下20萬張銷售量的最高記錄。
此歌曲是在洛杉磯錄製，前後用了4天的時間完成。

## 收錄歌曲
1. Mystery of Sound
  - 作詞：MARC（日语：マーク・パンサー），作曲、編曲：小室哲哉
  - 電影動畫《金田一少年之事件簿：歌劇院新殺人事件》片尾主題曲
2. Mystery of Sound（Dance Floor Remix）
3. Mystery of Sound（TV Mix）

## 收錄專輯
- 「金田一少年之事件簿 Original Soundtrack」（東芝EMI，1996年12月18日發行）

1. ↑  來自Oricon Entertainment（日语：オリコン・エンタテインメント）刊《Oricon Week The Ichiban》1997年1月6、13日合併號第79頁的記載。